# Gonactinia prolifera
Gonactinia prolifera är en havsanemonart som först beskrevs av Michael Sars 1835.  Gonactinia prolifera ingår i släktet Gonactinia och familjen Gonactiniidae. Arten är reproducerande i Sverige. Inga underarter finns listade i Catalogue of Life.